# Alexandr Fedotkin
Alexandr Fedotkin (Unión Soviética, 3 de noviembre de 1955-antes de 2005) es un atleta soviético retirado especializado en la prueba de 5000 m, en la que consiguió ser subcampeón europeo en 1978.

## Carrera deportiva
En el Campeonato Europeo de Atletismo de 1978 ganó la medalla de plata en los 5000 metros, con un tiempo de 13:28.66 segundos, llegando a meta tras el italiano Venanzio Ortis y empatado con el suizo Markus Ryffel (también plata).